# Friedrich Siemens
Friedrich August Siemens, född 8 december 1826 i Menzendorf vid Lübeck, död 24 maj 1904 i Dresden, var en tysk ingenjör. Han var bror till Werner von Siemens och Carl Wilhelm Siemens.
Siemens var från 1867 ägare av ett glasbruk i Dresden. Han arbetade tillsammans med sin bror Wilhelm på konstruktionen av regenerativa ugnar och använde dessa ugnar företrädesvis i glasindustrin samt åstadkom därigenom och genom andra uppfinningar en omvälvning i glastillverkningen.